# Schizenterospermum analamerense
Schizenterospermum analamerense là một loài thực vật có hoa trong họ Thiến thảo. Loài này được Arènes miêu tả khoa học đầu tiên năm 1960.